# Anonychomyrma scrutator
Anonychomyrma scrutator é uma espécie de formiga do gênero Anonychomyrma.